# Чаміта (Нью-Мексико)
Чаміта (англ. Chamita) — переписна місцевість (CDP) в США, в окрузі Ріо-Арріба штату Нью-Мексико. Населення — 1005 осіб (2020).

## Географія
Чаміта розташована за координатами 36°4′16″ пн. ш. 106°5′50″ зх. д. / 36.07111° пн. ш. 106.09722° зх. д. (36.071133, -106.097158).  За даними Бюро перепису населення США в 2010 році переписна місцевість мала площу 10,11 км², з яких 9,97 км² — суходіл та 0,13 км² — водойми.

## Демографія
Згідно з переписом 2010 року, у переписній місцевості мешкало 870 осіб у 316 домогосподарствах у складі 223 родин. Густота населення становила 86 осіб/км².  Було 374 помешкання (37/км²).
Расовий склад населення:
| - 14,0 % — білих - 11,3 % — корінних американців - 0,3 % — чорних або афроамериканців - 70,0 % — осіб інших рас |

До двох чи більше рас належало 4,4 %. Частка іспаномовних становила 83,6 % від усіх жителів.
За віковим діапазоном населення розподілялося таким чином: 25,3 % — особи молодші 18 років, 57,6 % — особи у віці 18—64 років, 17,1 % — особи у віці 65 років та старші. Медіана віку мешканця становила 39,0 року. На 100 осіб жіночої статі у переписній місцевості припадало 94,6 чоловіків;  на 100 жінок у віці від 18 років та старших — 101,9 чоловіків також старших 18 років.
Середній дохід на одне домашнє господарство  становив 38 945 доларів США (медіана — 26 964), а середній дохід на одну сім'ю — 48 124 долари (медіана — 36 875). Медіана доходів становила 30 583 долари для чоловіків та 45 208 доларів для жінок. За межею бідності перебувало 29,2 % осіб, у тому числі 36,7 % дітей у віці до 18 років та 24,6 % осіб у віці 65 років та старших.
Цивільне працевлаштоване населення становило 346 осіб. Основні галузі зайнятості: будівництво — 25,1 %, науковці, спеціалісти, менеджери — 22,8 %, мистецтво, розваги та відпочинок — 17,9 %.